# Лисиця (Бучанський район)
Лиси́ця — село Макарівської селищної громади Бучанського району Київської області. Населення становить 17 осіб.
Німецька колонія Лисиця вперше фіксується під час перепису населення 1897 року. Тоді там було 9 дворів, мешкало 54 людини. В роки війни загинуло 9 мешканців села, але поблизу Лисиці велися запеклі бої. Учасниками пошукової експедиції були знайдені останки 72 солдат, які загинули під час Другої Світової війни. Вони з військовими почестями перезахоронені в братській могилі с. Лисиця у листопаді 2002 р.
2002 року в селі відкрито птахофабрику ТОВ «Слов'яни» на 100 тисяч голів птиці.